# Koninklijke Voetbalclub Oostende
O KV Oostende foi um clube de futebol da Bélgica, fundado em 1904 na cidade de Oostende. 
Ao longo de sua história, o clube transitou entre a primeira e segunda divisão do campeonato belga. Em 14 maio de 2024, o clube anunciou o encerramento das atividades profissionais devido a problemas financeiros.

## Títulos

### Nacionais
- Campeonato Belga 2ª Divisão: 1997-98, 2012-13.